# Galatheatief
Das Galatheatief ist ein Meerestief im westlichen Teil des Pazifischen Ozeans (Pazifik) und mit 10.540 m Meerestiefe die tiefste Stelle des Philippinengrabens. 1951 fand die Mannschaft des dänischen Forschungsschiffs Galathea diese Meerestiefe, die seither als Galatheatief bezeichnet wird.

## Geographische Lage
Das Galatheatief befindet sich im westlichen Pazifik im Zentrum des Philippinengrabens östlich der philippinischen Insel Dinagat und nördlich des Cape-Johnson-Tiefs. Es liegt etwa bei 10°10' nördlicher Breite 126°38' östlicher Länge.